# Coppa Sabatini 1958
La Coppa Sabatini 1958, settima edizione della corsa, si svolse l'8 ottobre 1958 su un percorso di 203 km. La vittoria fu appannaggio dell'italiano Giuseppe Pardini, che completò il percorso in 5h35'00", precedendo i connazionali Vinicio Marsili e Franco Boschi.

## Ordine d'arrivo (Top 10)
| Pos. | Corridore         | Squadra     | Tempo    |
| ---- | ----------------- | ----------- | -------- |
| 1    | Giuseppe Pardini  |             | 5h35'00" |
| 2    | Vinicio Marsili   | U.S. Fracor | s.t.     |
| 3    | Franco Boschi     |             | s.t.     |
| 4    | Idrio Bui         | Ghigi       | s.t.     |
| 5    | Lando Gentosi     |             | s.t.     |
| 6    | Emilio Ciolli     | Ignis       | s.t.     |
| 7    | Romano Rossi      |             | s.t.     |
| 8    | Giuseppe Dante    | Asborno     | s.t.     |
| 9    | Silvano Lunardi   |             | s.t.     |
| 10   | Angelo Miserocchi | Bianchi     | s.t.     |